# Thẩm phán (Tòa án nhân dân Việt Nam)
Thẩm phán trong hệ thống tòa án nhân dân ở Việt Nam là người có đủ điều kiện, tiêu chuẩn theo quy định của Luật tổ chức Tòa án nhân dân được Chủ tịch nước Cộng hòa xã hội chủ nghĩa Việt Nam bổ nhiệm để làm nhiệm vụ xét xử.

## Nhiệm vụ và quyền hạn
Xem thêm về Chức năng, nhiệm vụ, quyền hạn của Tòa án nhân dân.

## Các ngạch Thẩm phán
Thẩm phán Tòa án nhân dân gồm:
a) Thẩm phán Tòa án nhân dân tối cao;
b) Thẩm phán cao cấp;
c) Thẩm phán trung cấp;
d) Thẩm phán sơ cấp.

## Tiêu chuẩn Thẩm phán
Các tiêu chuẩn Thẩm phán gồm có:
1. Là công dân Việt Nam, trung thành với Tổ quốc và Hiến pháp nước Cộng hòa xã hội chủ nghĩa Việt Nam, có phẩm chất đạo đức tốt, có bản lĩnh chính trị vững vàng, có tinh thần dũng cảm và kiên quyết bảo vệ công lý, liêm khiết và trung thực.
2. Có trình độ cử nhân luật trở lên.
3. Đã được đào tạo nghiệp vụ xét xử.
4. Có thời gian làm công tác thực tiễn pháp luật.
5. Có sức khỏe bảo đảm hoàn thành nhiệm vụ được giao.

## Nhiệm kỳ của Thẩm phán
Nhiệm kỳ đầu của các Thẩm phán là 5 năm; trường hợp được bổ nhiệm lại hoặc được bổ nhiệm vào ngạch Thẩm phán khác thì nhiệm kỳ tiếp theo là 10 năm.

## Chế độ, chính sách đối với Thẩm phán
Các chế độ và chính sách dành cho Thẩm phán được quy định như sau:
1. Nhà nước có chính sách ưu tiên về tiền lương, phụ cấp đối với Thẩm phán.
2. Thẩm phán được cấp trang phục, Giấy chứng minh Thẩm phán để làm nhiệm vụ.
3. Thẩm phán được bảo đảm tôn trọng danh dự, uy tín; được bảo vệ khi thi hành công vụ và trong trường hợp cần thiết.
4. Thẩm phán được đào tạo, bồi dưỡng để nâng cao trình độ và nghiệp vụ Tòa án.
5. Nghiêm cấm các hành vi cản trở, đe dọa, xâm phạm tính mạng, sức khỏe, danh dự, nhân phẩm của Thẩm phán và thân nhân của Thẩm phán.
6. Thẩm phán được tôn vinh và khen thưởng theo quy định của pháp luật về thi đua, khen thưởng.
7. Chế độ tiền lương, phụ cấp; mẫu trang phục, cấp phát và sử dụng trang phục, Giấy chứng minh Thẩm phán do Ủy ban thường vụ Quốc hội quy định theo đề nghị của Chánh án Tòa án nhân dân tối cao.

## Thủ tục miễn nhiệm, cách chức Thẩm phán
Theo đề nghị của Hội đồng tuyển chọn, giám sát Thẩm phán quốc gia, Chánh án Tòa án nhân dân tối cao trình Chủ tịch nước quyết định miễn nhiệm, cách chức Thẩm phán các Tòa án khác.